# Lukas Bangerter

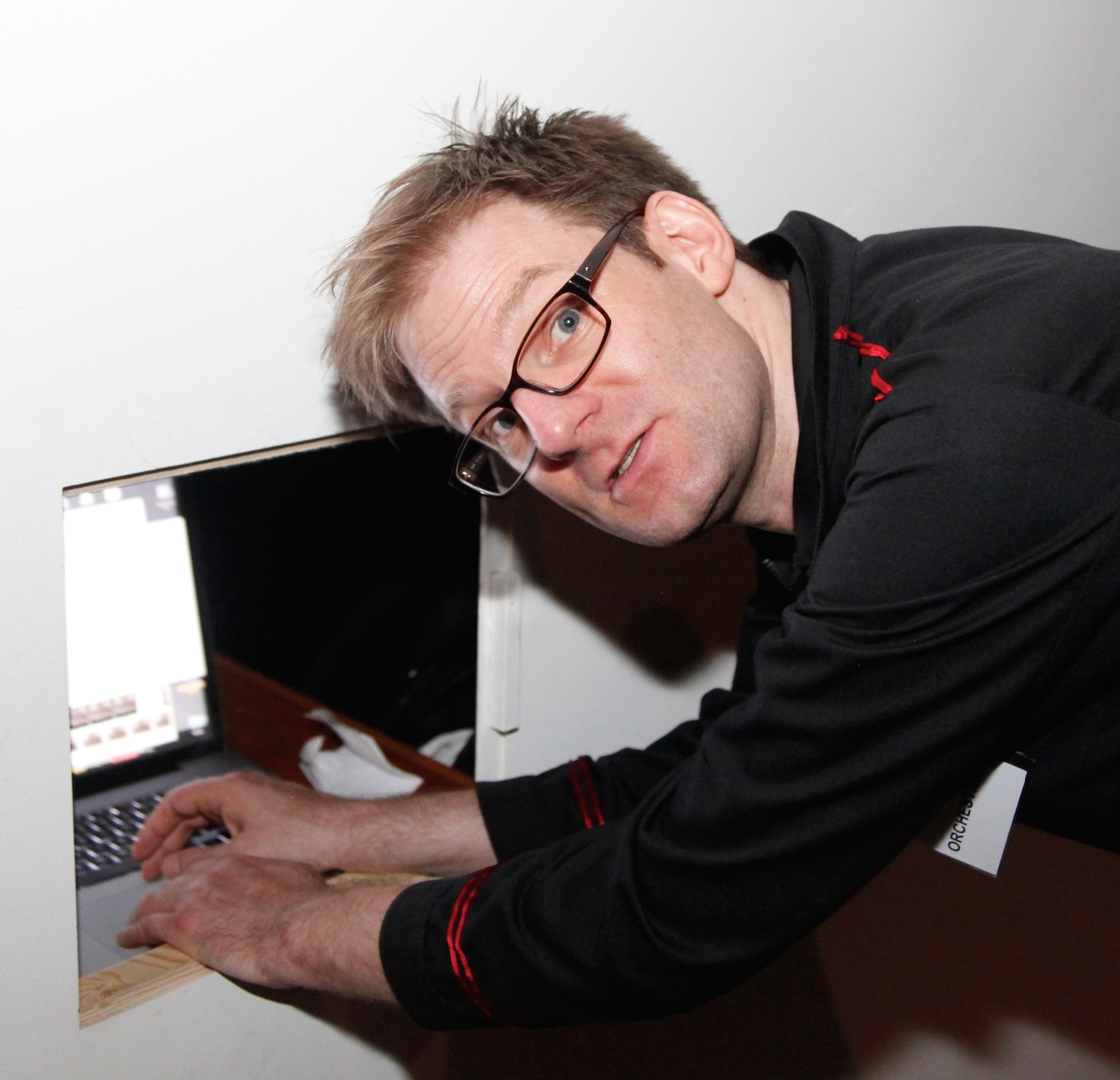
Lukas Bangerter, Regisseur

Lukas Bangerter (* 1971 in St. Gallen) ist ein Schweizer Regisseur, Schauspieler, Autor und Bühnenbildner. Er ist Gründer der freien Theaterformation PLASMA.

## Leben
Bangerter erwarb das Diplom zum Pflegefachmann in psychiatrischer Pflege an der Schule für psychiatrische Krankenpflege in Münsterlingen und studierte dann Schauspiel an der Hochschule der Künste in Bern. Nach seinem Studium war er zwei Jahre Ensemblemitglied am Theaterhaus Jena, wo er auch mit ersten Regiearbeiten auf sich aufmerksam machte. Im Jahr 2000 gründete er in Zürich die Gruppe PLASMA, als deren Regisseur, Autor und Bühnenbilder er bis anhin vierzehn Projekte realisiert hat. Neben weiteren Arbeiten als Regisseur und als Schauspieler hat Bangerter als Gastdozent an der Norwegian Theatre Academy in Fredrikstad, der Danish National School of Performing Arts und an der Hochschule der Künste in Bern gelehrt und inszeniert. 2008/2009 arbeitete er im Rahmen des Stipendiums der Theaterkommission der Stadt Zürich in New York und eröffnete mit einer Inszenierung von Kathrin Rögglas „Worst Case“ die Spielzeit des Schauspielhaus Wien. Neben den Wiener Festwochen, dem Theaterfestival IMPULSE, dem Seoul Performing Arts Festival in Korea, dem Theaterfestival Fadjr in Teheran, dem International Festival for Experimental Theatre in Kairo, Baltic Circle in Helsinki, Reminiscencje Teatralne in Krakau, Festival Spielart in München und euro-scene in Leipzig, zeigten unter anderen auch Festivals und Spielorte in Ljubljana, Mumbai, Neu-Delhi, Dresden, Berlin, Oslo, Skopje und Dublin seine Arbeiten.

## Inszenierungen
- 1999 Regie zu TEXTE UM NICHTS, Theaterhaus Jena
- 1999 Regie zu ADOLF WÖLFLI IN NEW YORK, Theaterhaus Jena
- 2000 Regie zu: TRABANTEN, Theaterhaus Jena
- 2000 Regie zu PIQUEDAME, Theaterhaus Jena
- 2001 Regie und Bühne zu DER TANZ DER HONIGBIENE (PLASMA-Projekt 1) Uraufführung im Fabriktheater Rote Fabrik, Zürich
- 2001 Regie und Bühne zu PALAST UM VIER UHR FRÜH (PLASMA-Projekt 2) Uraufführung im Fabriktheater Rote Fabrik, Zürich
- 2002 Regie, Bühne, Text zu INTERFERENZ (PLASMA-Projekt 3), Uraufführung im Blauen Saal, Zürich
- 2002 Regie und Bühne zu ÖDIPUS (PLASMA-Projekt 4), Premiere am Theaterspektakel, Zürich
- 2003 Regie zu TORRANCE & GRADY von Vroom, Uraufführung im Bogen 13, Zürich
- 2003 Regie, Bühne und Text zu BLUE MOON (PLASMA-Projekt 5), Uraufführung am Festival Transeuropa, Hildesheim
- 2004 Regie, Bühne und Text zu DELIRIUM (PLASMA-Projekt 6) Koproduktion Fabriktheater, Zürich / Hebbel am Ufer, Berlin / Schlachthaus Theater, Bern (Eingeladen zu Wiener Festwochen, Festival Impulse etc.)
- 2004 Regie und Bühne zu MACBETH (PLASMA-Projekt 7), Premiere am Theaterhaus Gessnerallee, Zürich
- 2005 Regie, Bühne, Text  zu CHATROOM, Uraufführung an der Akademi for Scenekunst, Norwegen
- 2005 Regie, Bühne und Text zu TIP OF THE TONGUE (PLASMA-Projekt 8) Uraufführung am Festival Science et Scieté + BrainFair, Zürich
- 2006 Regie und Bühne zu OBDUKTION (PLASMA-Projekt 10), Uraufführung Theaterhaus Gessnerallee, Zürich
- 2006 Regie, Bühne, Text zu RANDOM (PLASMA-Projekt 9), Uraufführung Theaterhaus Gessnerallee, Zürich
- 2007 Regie, Bühne, Text zu WALK DON’T WALK (PLASMA-Projekt 11), Uraufführung Theaterhaus Gessnerallee, Zürich
- 2008 Regie, Bühne, Text zu LIVE (PLASMA-Projekt 12), Uraufführung Theaterhaus Gessnerallee, Zürich
- 2008 Regie zu LIEBE IST DIE SCHWANKENDE DEKLINATION VOM ANDEREN POLEvon Heimito von Doderer am Schauspielhaus Wien
- 2009 Regie zu  WORST CASE von Kathrin Röggla (Österreichische Uraufführung) am Schauspielhaus Wien – Nominierung zum Nestroy-Preis (Beste Regie)
- 2009 Text und Regie zu TIMECODE (Hochschule der Künste Bern)
- 2010 Regie, Bühne, Text zu ID (PLASMA-Projekt 13) Uraufführung Theaterhaus Gessnerallee, Zürich
- 2011 Regie, Bühne, Text zu CREDO (PLASMA-Projekt 14)
- 2012 Regie für DIE BEDÜRFNISSE DER PFLANZEN von Krähenbühl & Co, Uraufführung Theater Winkelwiese, Zürich
- 2014 Regie und Bühne zu NEPAL von Krähenbühl & Co, Uraufführung Theater Roxy, Basel